# Carl Heinz Wolff
Carl Heinz Wolff est un réalisateur, scénariste, producteur et acteur allemand né en février 1884 et décédé le 9 décembre 1942 à Berlin (Allemagne).

## Filmographie

### comme réalisateur
- 1917 : Der Schlangenring
- 1917 : Die Kassette
- 1917 : Der Erdstrommotor
- 1917 : Aus Liebe gefehlt
- 1918 : Was er im Spiegel sah
- 1919 : Die Wette
- 1919 : Die Mexikanerin
- 1920 : Der Gefangene
- 1921 : Die Königin von Argusana, 1. Teil - Zwischen Flammen und Fluten
- 1927 : Der Herr der Nacht
- 1929 : Es war einmal ein treuer Husar
- 1929 : Der Sittenrichter
- 1929 : Jugendsünden
- 1930 : Freiheit in Fesseln
- 1930 : Lumpenball
- 1930 : Flachsmann als Erzieher
- 1931 : So'n Windhund
- 1931 : Die Liebesfiliale
- 1931 : Täter gesucht
- 1931 : Kyritz - Pyritz
- 1932 : Husarenliebe
- 1932 : Frau Lehmanns Töchter
- 1933 : Heideschulmeister Uwe Karsten
- 1934 : In Sachen Timpe
- 1934 : Pipin, der Kurze (Pépin le Bref)
- 1934 : Grüß' mir die Lore noch einmal
- 1935 : Verlieb Dich nicht am Bodensee
- 1936 : Karo König
- 1937 : Heinz hustet
- 1937 : Gänseknöchlein
- 1940 : Tip auf Amalia

### comme scénariste
- 1920 : Der Gefangene
- 1921 : Die Königin von Argusana, 1. Teil - Zwischen Flammen und Fluten
- 1930 : Freiheit in Fesseln
- 1937 : Heinz hustet

### comme producteur
- 1917 : Aus Liebe gefehlt
- 1927 : Der Herr der Nacht
- 1931 : Kyritz - Pyritz